# Historia de la sexualidad
Historia de la sexualidad (en francés: L'Histoire de la sexualité) es un estudio de cuatro volúmenes acerca de la sexualidad en el mundo occidental, obra del historiador y filósofo francés Michel Foucault, en el que examina la aparición de la sexualidad como objeto discursivo. La obra argumenta que la idea de que cada individuo posee una sexualidad es un desarrollo relativamente reciente en las sociedades occidentales. El primer volumen, La voluntad de saber (La volonté de savoir), fue publicado en 1976; El uso de los placeres (L'usage des plaisirs) y La inquietud de sí (Le souci de soi), segundo y tercer volúmenes, respectivamente, fueron publicados en 1984 y 1987. El cuarto volumen, Las confesiones de la carne (Les aveux de la chair), fue publicado, póstumamente, recién en 2018.
En el primer volumen Foucault critica la "hipótesis represiva", esto es, la idea de que la sociedad occidental suprimió la sexualidad desde el siglo XVII hasta mediados del siglo XX, debido al auge del capitalismo y de la sociedad burguesa. Foucault argumenta que el discurso sobre la sexualidad en realidad ha proliferado durante este periodo, puesto que ciertas profesiones comenzaron a examinar la sexualidad de una manera científica, lo que conllevó a la constante confesión de sentimientos y acciones sexuales por parte de las personas examinadas. Asimismo, en la sociedad de los siglos XVIII y XIX se incrementó el interés acerca de las sexualidades que tenían cabida dentro del vínculo marital: el "mundo de perversión" que incluye la sexualidad de niños, los enfermos mentales, los criminales y los homosexuales, mientras que en el siglo XIX, la sexualidad fue más explorada a través de actos de confesión religiosa y la consulta científica, como la psicología.

## Historia
El primer volumen de la Historia de la sexualidad fue publicada un año después de Vigilar y castigar (1975), Foucault lo terminó en agosto de 1976 y se publicó en diciembre de ese mismo año por Éditions Gallimard. El proyecto de este libro ya se preveía tanto en Historia de la locura como en La arqueología del saber. En el prefacio de la primera obra sugería la escritura de una historia de «los tabús sexuales» y de las «formas de represión», así como el límite que representan las formas de placer respecto a la ética occidental. En el segundo, proyecta una idea mejor formada, estableciendo la posibilidad de desarrollar otras "arqueologías" como la de la sexualidad: «Veo bien, desde este momento, cómo se la podría orientar hacia la episteme: se mostraría de qué manera se formaron en el siglo XIX unas figuras epistemológicas como la biología o la psicología de la sexualidad, y por qué ruptura se instauró con Freud un discurso de tipo científico.» y agregaba: «habría que preguntarse si tanto en esas conductas como en esas representaciones, no se encuentra involucrada toda una práctica discursiva.»
En la primera edición del primer libro se proyectaba el plan de la obra seguido de otros seis volúmenes con los siguientes títulos: La Chair et le corps (La carne y el cuerpo), La Croissade des enfants (La cruzada de los niños), La Femme, la mère, l’hystérique (La mujer, la madre, la histérica), Les Pervers (Los pervertidos) y Population et races (Población y razas). Foucault no siguió el programa de la obra ni en la cantidad fijada ni en los títulos propuestos.
El primer tomo fue publicado en diciembre de 1976. En francés se llamó simplemente La volonté de savoir, pero fue la primera edición en inglés de 1978 la que le aportó el título principal The History of Sexuality. En junio de 1984, aparecerían L'usage des plaisirs y Le souci de soi.
Estas obras fueron las últimas que Foucault escribió. Pocos días antes de su muerte, el 25 de junio de 1984, encontrándose en el hospital donde convalecía recibió las primeras críticas del segundo y tercer libro, dejando incompleta el resto de la obra. En su testamento, instruyó a sus herederos con la prohibición de publicar cualquier otra obra de manera póstuma ("Pas de publication posthume"). Las confesiones de la carne (Les aveux de la chair), este entraba dentro de las obras póstumas y por tanto dentro de la prohibición post mortem, por lo que no se pudo publicar pese a que Gallimard tenía ya un primer borrador del libro.
Tras la muerte del filósofo, los manuscritos originales y borradores no publicados de su obra quedaron en manos de Daniel Defert, pareja y ejecutor literario de Foucault, quien en 2013 donó los manuscritos de las obras de Foucault a la Biblioteca Nacional de Francia, en lo que se conocería como el Archivo Foucault, en el que se incluirían los manuscritos de tres primeros tomos y el borrador de Las confesiones de la carne con anotaciones de su autor. Al estar disponibles las anotaciones y con apoyo de la primera versión en posesión de Gallimard, fue posible armar una edición del cuarto volumen, por lo que la familia del autor decidió autorizar a dicha editorial su publicación, aun cuando ello contravenía la voluntad de Foucault. De esta manera, el 8 de febrero de 2018, apareció Les aveux de la chair, 34 años después de la primera publicación de La volonté de savoir.

## Estructura de la obra

### Libro I. La voluntad de saber
El primer libro de la Historia de la sexualidad lleva por subtítulo La voluntad de saber (La volonté de savoir), el cual es una referencia directa a la voluntad de poder de Nietzsche, aunque por testimonio del propio Foucault, se sabe que originalmente planeaba titularla Sexo y verdad (Sexe et Vérité).

#### Parte I. Nosotros, los victorianos
El título de esta sección está inspirado por la obra del psicoanalista Steven Marcus, The Other Victorians (1966). Foucault inicia su obra criticando la llamada «hipótesis represiva», esto es, la teoría de que la sexualidad estuvo reprimida desde el siglo XVII hasta bien entrado el siglo XX debido a que el sistema capitalista moderno decidió acallarla por no ser parte de la lógica de la producción de la época victoriana: «Lo que no apunta a la generación o está trasfigurado por ella ya no tiene sitio ni ley.». Bajo esta misma lógica, las personas que se aferraban a una sexualidad fuera de los límites de la ganancia, se les consideraba clandestinas y se les recluía en burdeles y manicomios. Así, la prostituta y su cliente, el rufián, el psiquiatra y su histérico, y los pervertidos se convertían en esos «otros victorianos» que se oponían a la vida puritana donde la sexualidad se prohibía.
El francés oponía a esta idea de la sexualidad reprimida la hipótesis contraria de que el sexo estuvo en constante incitación creciente desde finales del siglo XVI, solo que a través del filtro del discurso, el cual se dedicó a ejercer poder sobre él y clasificarlo, no se ha hecho otra cosa que diseminar e implantar «sexualidades polimorfas», lo cual se dedicará a demostrar en lo capítulos siguientes. 

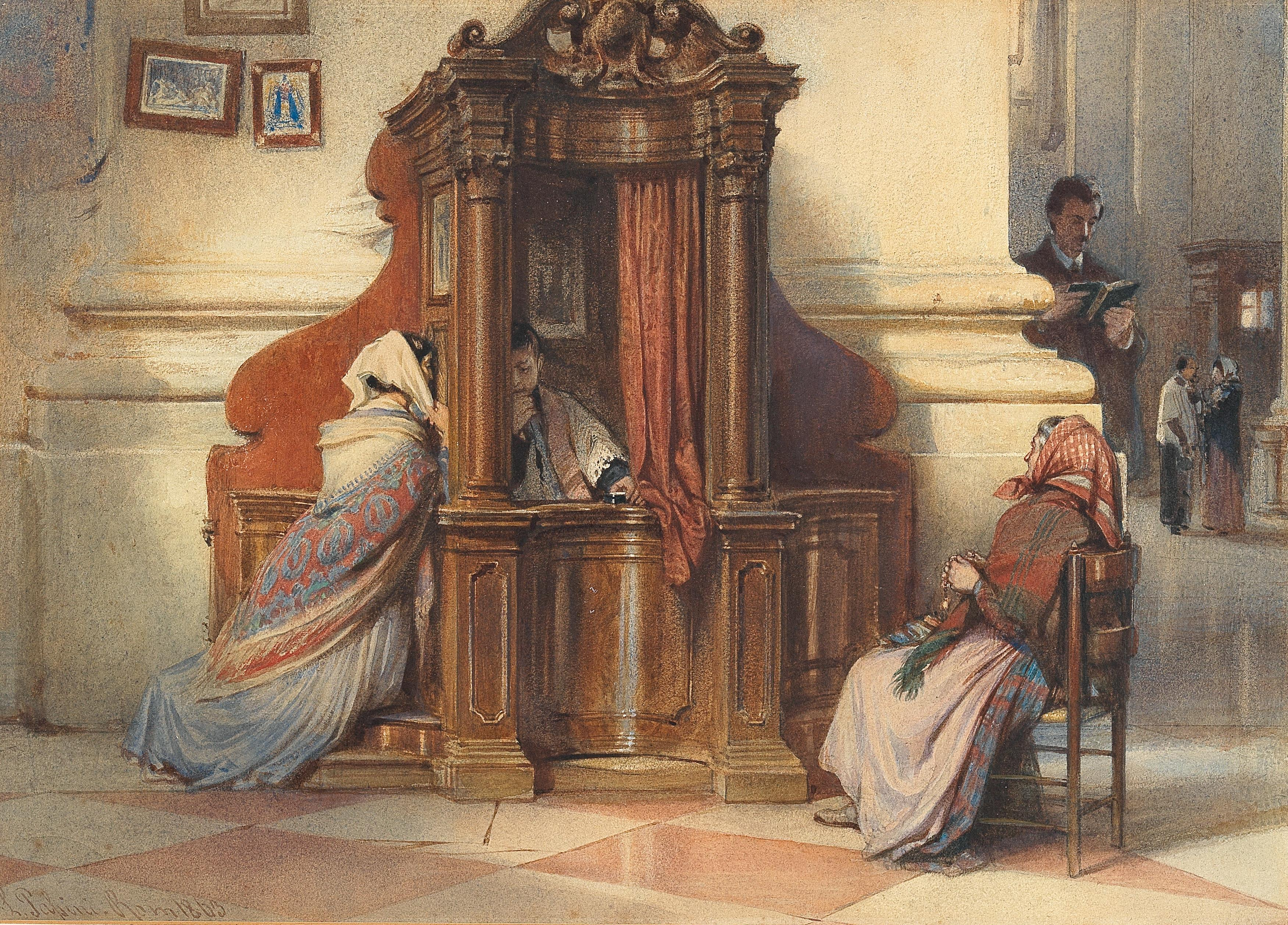
Según Foucault, el sacramento de la penitencia sistematizó el hecho del análisis de la sexualidad y su expresión oral. "Interior de una iglesia con mujer en el confesionario" (1863) por Ludwig Passini

#### Parte II. La hipótesis represiva
En la primera sección de esta parte, La incitación a los discursos, Foucault intenta demostrar que a partir del siglo XVII los discursos sobre el sexo no fueron suprimidos sino, por el contrario, multiplicados bajo un ejercicio de poder que los hizo más explícitos y detallados, pero controlados. El sacramento de la confesión católica es el primer ejemplo que el francés cita, con su perfeccionamiento a partir de la Contrarreforma y los manuales pastorales que obligaban al penitente a detallar sus placeres y así traducirlos al lenguaje: «no sólo confesar los actos contrarios a la ley, sino intentar convertir el deseo, todo el deseo, en discurso.». Este hablar y analizar la propia sexualidad aportaría el mecanismo fundamental de otras disciplinas posteriores que se encargarían del sexo de manera más sistemática.
El siglo XVIII traería la secularización de los esfuerzos por hablar de sexo a través de la política, la economía y la técnica, las cuales se encargarían de hacer investigaciones cuantitativas o causales respecto a él. De esta manera se vuelve un algo administrable y parte del discurso del poder público, especialmente a través del problema económico-político de la población: «A través de la economía política de la población se forma toda una red de observaciones sobre el sexo. Nace el análisis de las conductas sexuales, de sus determinaciones y efectos, en el límite entre lo biológico y lo económico. También en este siglo se generaría una atención respecto al sexo de los niños, cuyo discurso tiende al régimen y la disciplinac, controlados a través de los dispositivos de la escuela, la pedagogía y el aconsejamiento médico, especialmente para prevenir la masturbación.
Finalmente, en el siglo XIX los discursos sobre el sexo se multiplicaron a través de los métodos de la medicina, la psiquiatría y la justicia penal. La primera estableciendo enfermedades nerviosas que encubrían sexualidades profusas, la segunda haciendo lo propio con la catalogación de perversiones sexuales y el último a través del establecimiento de crímenes contra natura.
La segunda parte, La implantación perversa, explica que la motivación a generar una sexualidad económicamente útil, esto es, la reproducción de la fuerza de trabajo, generó el establecimiento de la división de lo lícito y lo ilítico respecto al sexo, lo que ponía como centro y forma básica del sexo regular el realizado dentro del matrimonio y, consecuentemente, dentro de la monogamia heterosexual. Sin embargo, el sexo counyugal comienza a tomar menos espacio en el discurso y se comienza a poner énfasis en las sexualidades heterogéneas y periféricas. Las leyes civiles y eclesiásticas imponen la línea de lo correcto y señalan lo que es "contra la ley", pero señalan mayor abyección de lo que es "contra natura", generando así la categoría de lo perverso: «En relación con las otras formas condenadas (...) como el adulterio o el rapto, adquieren autonomía: casarse con un pariente próximo, practicar la sodomía, seducir a una religiosa, ejercer el sadismo, engañar a la esposa y violar cadáveres se convierten en cosas esencialmente diferentes.».
Sobre estos casos, Foucault diferencia nuevas formas de ejercer el poder, de las cuales establece cuatro: 1) La creación de líneas de penetración indefinidas alrededor de la sexualidad infantil, esto es, una constante vigilancia que al tiempo que difunde el poder lo hace también con el objeto sobre el que se ejerce; 2) La incorporación de las perversiones y la especificación de los individuos, esto es, se otorga realidad analítica e identidad a las sexualidades periféricas a través de la clasificación, como en el caso de la homosexualidad; 3) Las espirales perpetuas del poder y del placer, es decir, la constante generación e incitación del uno por el otro; y 4) Los dispositivos de saturacián sexual, consistentes en una red constante y omnipresente en la sociedad constituida de placeres-poderes.